# Alexander Heyne
Alexander Heyne (* 1. Juli 1869 in Leipzig; † 23. Dezember 1927 in Berlin) war ein deutscher Buch- und Naturalienhändler und Entomologe.

## Leben
Alexander Heyne war der Sohn des Buch- und Naturalienhändlers Ernst Heyne. Er arbeitete nach dem Gymnasium bis 1900 im Geschäft seines Vaters, machte sich mit seinem Bruder Martin von 1900 bis 1902 in London selbständig und arbeitete danach bis 1910 in der Naturalienhandlung von Hermann Rolle als Entomologe. Im Jahre 1910 machte er sich in Berlin selbständig und führte sein Geschäft bis zu seinem Tod im Jahr 1927.
In der Entomologie ist er unter anderem Erstbeschreiber vom Gelbbindigen Mohrenfalter Erebia flavofasciata Heyne, 1895, einem Augenfalter (Satyrinae) aus der Familie der Edelfalter (Tagfalter).
Alexander Heyne hatte als Entomologe keine eigene Insektensammlung angelegt. Die Insektenbestände der Firma gingen 1928 in den Besitz der seit 1913 von Otto Bang-Haas geführten Firma Staudinger & Bang-Haas über.

## Schriften (Auswahl)
- Systematisches und alphabetisches Verzeichnis der bis 1892 beschriebenen exotischen Cicindelidae. Nach Fleutiaux: Catalogue systématique des Cicindelidae décrits depuis Linné zusammengestellt. Ernst Heyne, Leipzig 1894 (books.google)
- mit Fritz Rühl: Die palaearktischen Grossschmetterlinge und ihre Naturgeschichte: bearb. von Fritz Rühl und nach dessen hinterlassenen Manuscripten fortgesetzt von Alexander Heyne. Band I: Tagfalter. Heyne, Leipzig 1895
- mit Otto Taschenberg: Die exotischen Käfer in Wort und Bild, G. Reusche, Leipzig 1908 (biodiversitylibrary.org)